# Ancerville (Moselle)
Ne doit pas être confondu avec Ancerville (Meuse).
Pour les articles homonymes, voir Ancerville.
Ancerville est une commune française située dans le département de la Moselle, en région Grand Est.

## Géographie
Situé sur la rive droite de la Nied française.

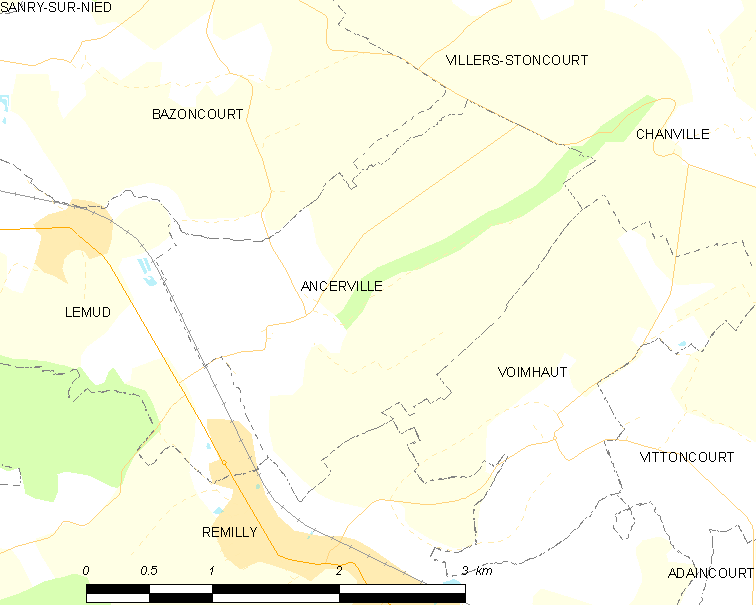
Carte de la commune.

| Bazoncourt | Villers-Stoncourt | Chanville |
| Lemud      | Ancerville        |           |
|            | Rémilly           | Voimhaut  |

### Hydrographie
La commune est située dans le bassin versant du Rhin au sein du bassin Rhin-Meuse. Elle est drainée par la Nied, le ruisseau Elvon et le ruisseau Malroy.
La Nied, d'une longueur totale de 96,7 km, prend sa source dans la commune de Marthille, traverse 47 communes françaises, puis poursuit son cours en Allemagne où elle se jette dans la Sarre.

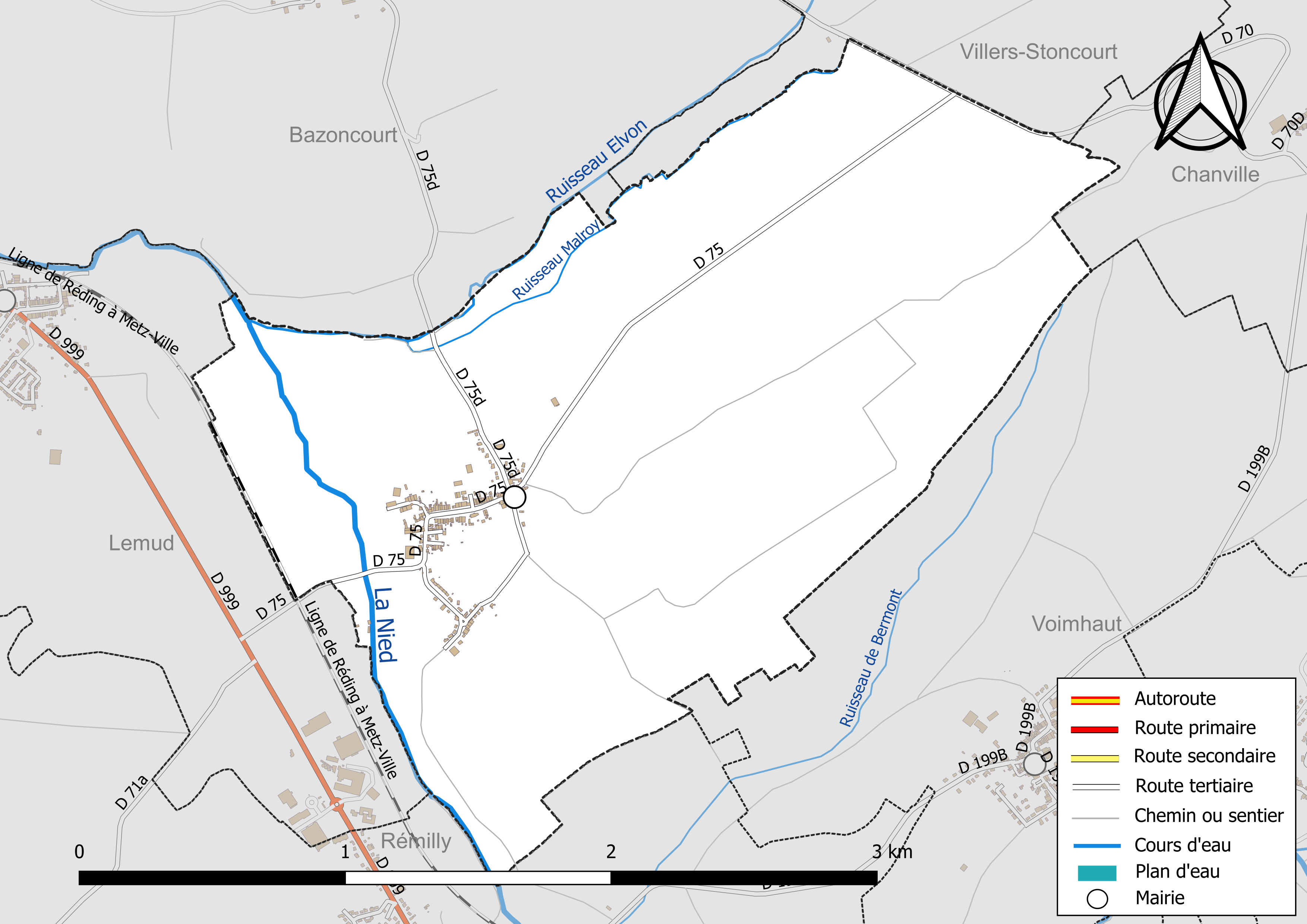
Réseaux hydrographique et routier d'Ancerville.

La qualité des eaux des principaux cours d’eau de la commune, notamment de la Nied, peut être consultée sur un site spécial géré par les agences de l’eau et l’Agence française pour la biodiversité.

### Climat
Pour des articles plus généraux, voir Climat du Grand Est et Climat de la Moselle.
En 2010, le climat de la commune est de type climat océanique dégradé des plaines du Centre et du Nord, selon une étude du Centre national de la recherche scientifique s'appuyant sur une série de données couvrant la période 1971-2000. En 2020, Météo-France publie une typologie des climats de la France métropolitaine dans laquelle la commune est exposée à un climat semi-continental et est dans la région climatique Lorraine, plateau de Langres, Morvan, caractérisée par un hiver rude (1,5 °C), des vents modérés et des brouillards fréquents en automne et hiver.
Pour la période 1971-2000, la température annuelle moyenne est de 9,7 °C, avec une amplitude thermique annuelle de 16,8 °C. Le cumul annuel moyen de précipitations est de 809 mm, avec 11,8 jours de précipitations en janvier et 9,5 jours en juillet. Pour la période 1991-2020, la température moyenne annuelle observée sur la station météorologique de Météo-France la plus proche, « Lesse_sapc », sur la commune de Lesse à 11 km à vol d'oiseau, est de 10,7 °C et le cumul annuel moyen de précipitations est de 694,0 mm. 
La température maximale relevée sur cette station est de 40 °C, atteinte le 25 juillet 2019 ; la température minimale est de −20,7 °C, atteinte le 20 décembre 2009,,.
Les paramètres climatiques de la commune ont été estimés pour le milieu du siècle (2041-2070) selon différents scénarios d'émission de gaz à effet de serre à partir des nouvelles projections climatiques de référence DRIAS-2020. Ils sont consultables sur un site spécial publié par Météo-France en novembre 2022.

## Urbanisme

### Typologie
Au 1er janvier 2024, Ancerville est catégorisée commune rurale à habitat dispersé, selon la nouvelle grille communale de densité à sept niveaux définie par l'Insee en 2022.
Elle est située hors unité urbaine. Par ailleurs la commune fait partie de l'aire d'attraction de Metz, dont elle est une commune de la couronne,. Cette aire, qui regroupe 245 communes, est catégorisée dans les aires de 200 000 à moins de 700 000 habitants,.

### Occupation des sols
L'occupation des sols de la commune, telle qu'elle ressort de la base de données européenne d’occupation biophysique des sols Corine Land Cover (CLC), est marquée par l'importance des territoires agricoles (93,8 % en 2018), en diminution par rapport à 1990 (100 %). La répartition détaillée en 2018 est la suivante :
terres arables (67,5 %), prairies (19,9 %), zones agricoles hétérogènes (6,4 %), forêts (6,2 %). L'évolution de l’occupation des sols de la commune et de ses infrastructures peut être observée sur les différentes représentations cartographiques du territoire : la carte de Cassini (XVIIIe siècle), la carte d'état-major (1820-1866) et les cartes ou photos aériennes de l'IGN pour la période actuelle (1950 à aujourd'hui).

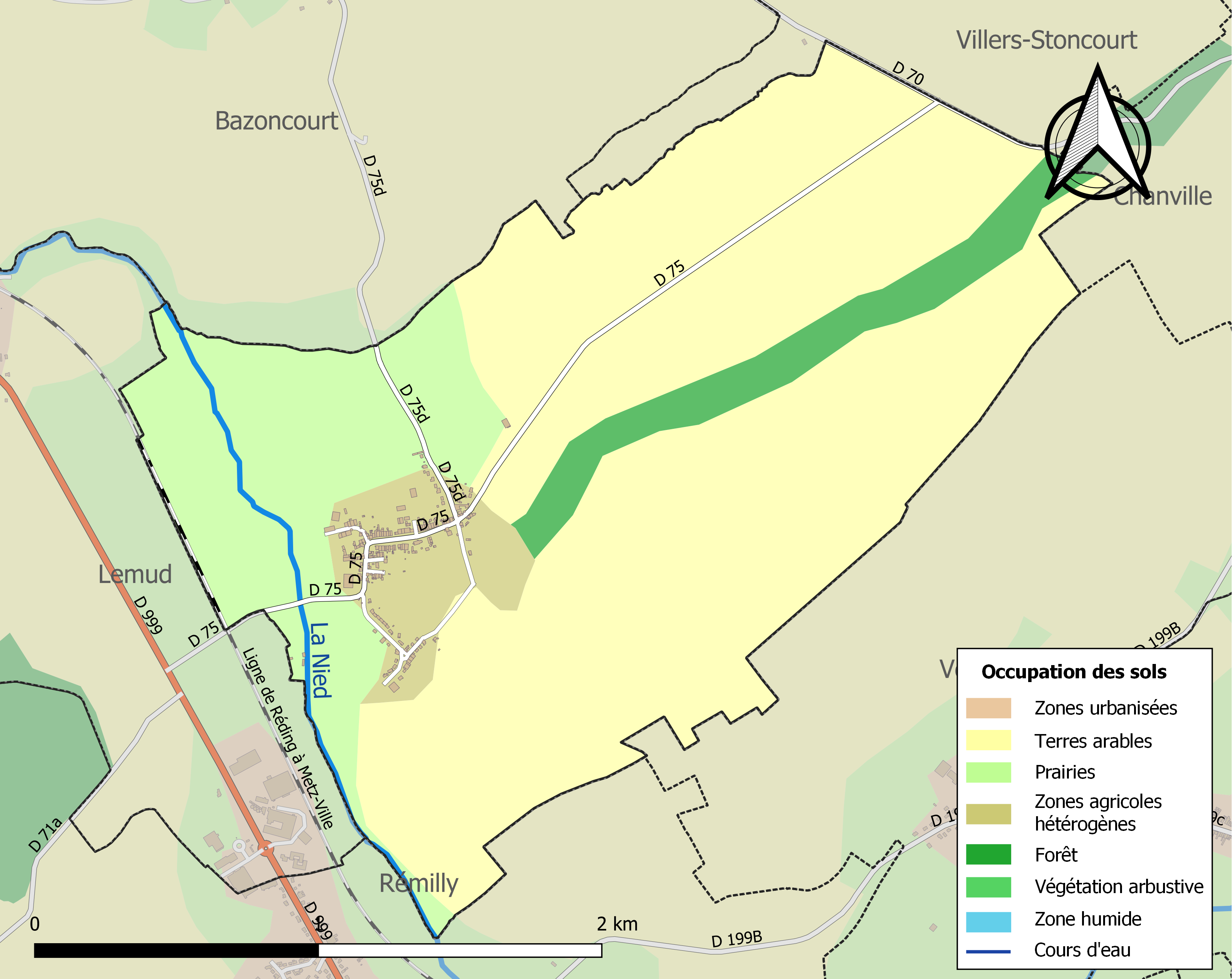
Carte des infrastructures et de l'occupation des sols de la commune en 2018 (CLC).

## Toponymie
- Ancervilleirs (1320), Ensserville (1500), Ancerviller et Anseviller (1544), Ancervil (1631), Ancerville (1793), Anserweiler (1915-1918), Answeiler (1940-1944).
- En lorrain roman : Ansrevelle.

## Histoire
En 715, Hervey, duc de Metz, fut tué devant Ancerville en poursuivant les Vandales.Possédait une forteresse ; a soutenu plusieurs sièges aux XVe siècle et XVIe siècle. Fief de l’évêché dans la châtellenie de Rémilly, avec château fort, en possession des Baudoche (maîtres échevins de la République messine entre 1340 et 1549), des Gournay, des Raigecourt, et des Poline.

## Politique et administration
| Période                                  | Période  | Identité         | Étiquette | Qualité |
| ---------------------------------------- | -------- | ---------------- | --------- | ------- |
| Les données manquantes sont à compléter. |          |                  |           |         |
| 1793                                     | 1797     | Joseph Sibille   |           |         |
| 1797                                     | 1812     | Joseph Bouchy    |           |         |
| 1816                                     | 1818     | Francois Richard |           |         |
| 1945                                     | 1947     | Marcel Carillet  |           |         |
| 1947                                     | 1967     | Paul Gaillot     |           |         |
| avant 1981                               | ?        | André Streiff    |           |         |
| 1983                                     | 1995     | Gaston Bertrand  |           |         |
| 1995                                     | 2001     | Lionel Laurent   |           |         |
| mars 2001                                | 2008     | Eric Spannagel   |           |         |
| mars 2008                                | mai 2020 | Angel Midenet    | SE        |         |
| mai 2020                                 | En cours | Patrick Angelaud |           |         |

## Population et société

### Démographie
Les habitants sont nommés les Ancervillois.

### Évolution démographique
L'évolution du nombre d'habitants est connue à travers les recensements de la population effectués dans la commune depuis 1793. Pour les communes de moins de 10 000 habitants, une enquête de recensement portant sur toute la population est réalisée tous les cinq ans, les populations de référence des années intermédiaires étant quant à elles estimées par interpolation ou extrapolation. Pour la commune, le premier recensement exhaustif entrant dans le cadre du nouveau dispositif a été réalisé en 2006.

En 2022, la commune comptait 299 habitants, en évolution de −0,66 % par rapport à 2016 (Moselle : +0,52 %, France hors Mayotte : +2,11 %).
| 1793 | 1800 | 1806 | 1821 | 1836 | 1841 | 1861 | 1866 | 1871 |
| ---- | ---- | ---- | ---- | ---- | ---- | ---- | ---- | ---- |
| 396  | 459  | 477  | 455  | 569  | 525  | 504  | 474  | 406  |

| 1875 | 1880 | 1885 | 1890 | 1895 | 1900 | 1905 | 1910 | 1921 |
| ---- | ---- | ---- | ---- | ---- | ---- | ---- | ---- | ---- |
| 400  | 374  | 349  | 346  | 321  | 330  | 297  | 296  | 236  |

| 1926 | 1931 | 1936 | 1946 | 1954 | 1962 | 1968 | 1975 | 1982 |
| ---- | ---- | ---- | ---- | ---- | ---- | ---- | ---- | ---- |
| 240  | 243  | 248  | 201  | 207  | 214  | 209  | 231  | 238  |

| 1990 | 1999 | 2006 | 2011 | 2016 | 2021 | 2022 | - | - |
| ---- | ---- | ---- | ---- | ---- | ---- | ---- | - | - |
| 300  | 266  | 273  | 262  | 301  | 301  | 299  | - | - |

#### Pyramide des âges
La population de la commune est relativement jeune.
En 2018, le taux de personnes d'un âge inférieur à 30 ans s'élève à 33,0 %, soit en dessous de la moyenne départementale (33,6 %). À l'inverse, le taux de personnes d'âge supérieur à 60 ans est de 18,8 % la même année, alors qu'il est de 26,2 % au niveau départemental.
En 2018, la commune comptait 150 hommes pour 154 femmes, soit un taux de 50,66 % de femmes, légèrement inférieur au taux départemental (51,08 %).
Les pyramides des âges de la commune et du département s'établissent comme suit.
| Hommes | Classe d’âge | Femmes |
| ------ | ------------ | ------ |
| 0,0    | 90 ou +      | 0,6    |
| 6,6    | 75-89 ans    | 7,1    |
| 13,9   | 60-74 ans    | 9,6    |
| 27,4   | 45-59 ans    | 24,2   |
| 22,9   | 30-44 ans    | 21,9   |
| 10,8   | 15-29 ans    | 14,6   |
| 18,4   | 0-14 ans     | 22,1   |

| Hommes | Classe d’âge | Femmes |
| ------ | ------------ | ------ |
| 0,6    | 90 ou +      | 1,5    |
| 6,8    | 75-89 ans    | 9,5    |
| 17,2   | 60-74 ans    | 18,4   |
| 20,9   | 45-59 ans    | 20,5   |
| 19,5   | 30-44 ans    | 18,6   |
| 17,7   | 15-29 ans    | 15,7   |
| 17,4   | 0-14 ans     | 15,8   |

## Culture locale et patrimoine

### Lieux et monuments

#### Édifices civils
- passage d’une voie romaine ;

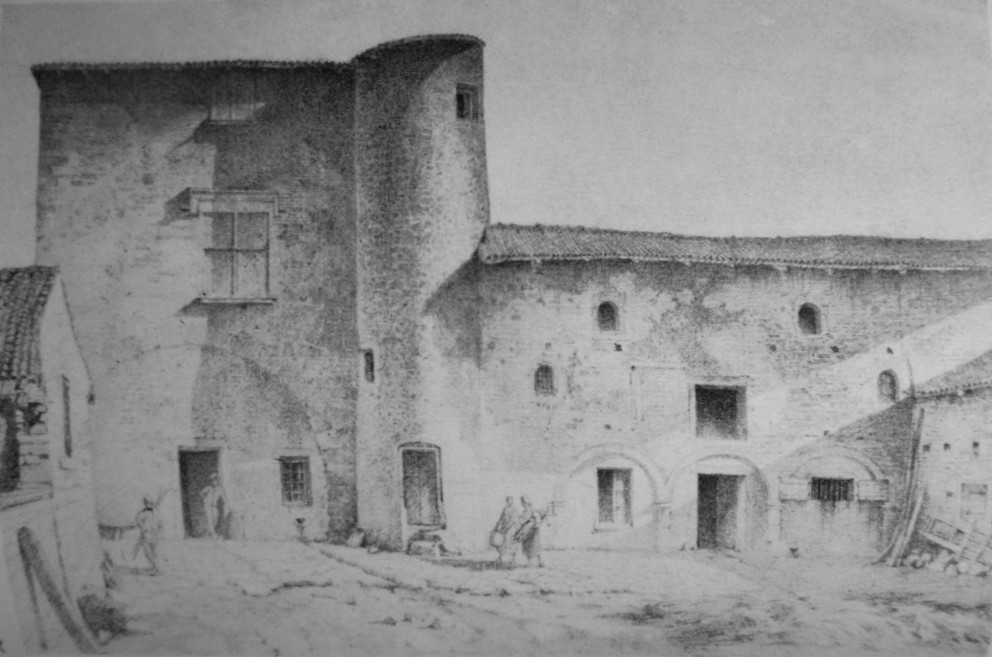
Château d'Ancerville.

- château d'Ancerville[21] du XIIIe siècle, restauré au XVe siècle : donjon carré, tours, porterie fin du XVe siècle portes à linteaux gothiques, armoiries, cheminée Renaissance ; restes des défenses extérieures ; inscrit au répertoire des monuments historiques par arrêté du 16 novembre 1988[22]; aujourd'hui propriété privée.
- ancien moulin, mentionné en 1509, transformé en habitation depuis 1914.

#### Édifice religieux
- église Saint-Michel : chœur du XIVe siècle remanié au XVIe siècle, nef du XVIIIe siècle restaurée en 1859, au chœur, blasons des seigneurs du lieu : Raigecourt, Gournay, Lassalle, Coëtlosquet ; bénitier et baptistère du XVe siècle.
- deux croix monumentales dans le village[23].

### Héraldique
| Blason de la ville d'Ancerville | L'écu Ancerville se blasonne ainsi : Burelé d'hermine et de gueules. |

## Pour approfondir